# Фарфоровая фабрика Челси
Фарфоровая фабрика Челси (англ. Chelsea porcelain manufactory) — первая значительная мануфактура мягкого фарфора в Англии.
Возникла примерно в 1743—1745 годах, первые известные изделия были выпущены в 1745 году. В 1784 году была объединена с фабрикой в графстве Дерби. Марки мануфактуры: овальный медальон с изображением якоря красной, коричневой подглазурной красками, реже синий или золотой, в поздних изделиях: два якоря.
Другая мануфактура под названием «Chelsea» находится в США. Она основана в 1866 году в американском городе Челси, штат Массачусетс. Её продукция отражает эстетику периода историзма и воспроизводит многие исторические стили, образцы античной, китайской, ренессансной керамики.

## История
Английская фабрика была основана в районе Лондона Челси, на левом берегу реки Темзы вблизи Южного Кенсингтона. Предприятие находилось в руках Шарля Гуэна, или Гуйона (Charles Gouyn, ок. 1735—1782), о котором почти ничего неизвестно, кроме того, что он был ювелиром и гугенотом.
В 1745—1749 годах фабрику возглавлял французский ювелир, гугенот фламандского происхождения Николас Спримон (1716—1771) из Льежа. В 1769 году Спримон продал своё предприятие Джеймсу Коксу, а тот через год — Уильяму Дьюсбери (1725—1786), который назвал его «Chelsea Works», и Дж. Хиту из Дерби. Дьюсбери также работал на мануфактуре в Дерби, поэтому в 1784 году он объединил оба предприятия (это период называют: фарфор «Челси-Дерби»), а в 1786 году он соединил в Лондоне три мануфактуры: Челси, Дерби и Бау. Продукция этих английских мануфактур мало различима.

## Продукция мануфактуры
Художественный стиль изделий мануфактуры Челси складывался под влиянием майсенского фарфора (копии фигур «Обезьяньего оркестра» И. И. Кендлера), изделий Китая, японского стиля какиэмон, позднее — севрского фарфора с мотивами росписи по рисункам Антуана Ватто и Франсуа Буше. В Челси также выпускали фарфоровые фигурки в подражание французским, также на темы шинуазри, итальянского театра Комедия дель арте. Со временем наряду с мягким стали изготавливать и настоящий твёрдый фарфор. Цветы и пейзажи в росписи тарелок и кувшинов повторяли образцы венсенского фарфора (впоследствии Севрского). Изображения птиц, очевидно, были основаны на иллюстрациях к «Естественной истории необычных птиц» Джорджа Эдвардса, изданной в четырёх томах с 1743 по 1751 год, а также из книг Филипа Миллера (восьмое издание «Словаря садовника», 1752), «Фигуры растений», том 1, 1755) и других.

## Изделия фабрики Челси

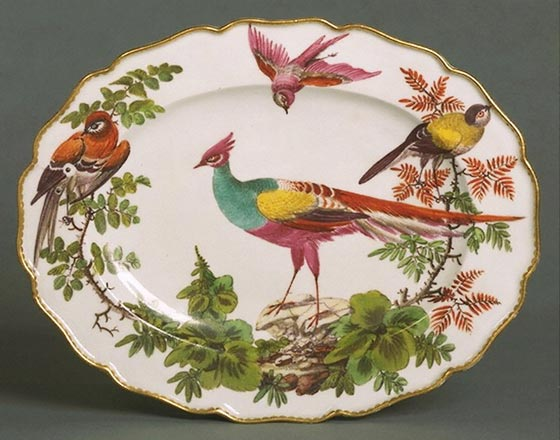
Тарелка с полихромной росписью. Ок. 1765 г.
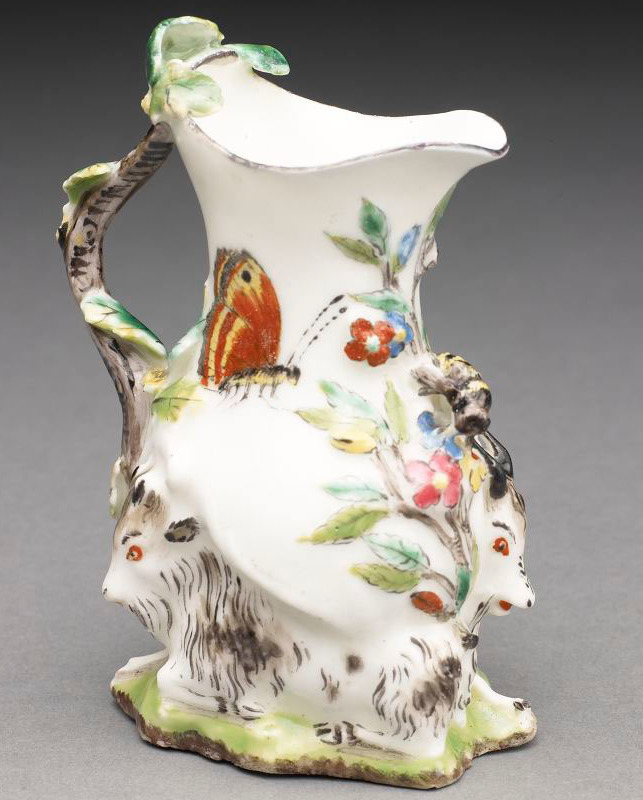
Фигурный кувшин с изображениями козы, козла, бабочек, пчелы и цветов
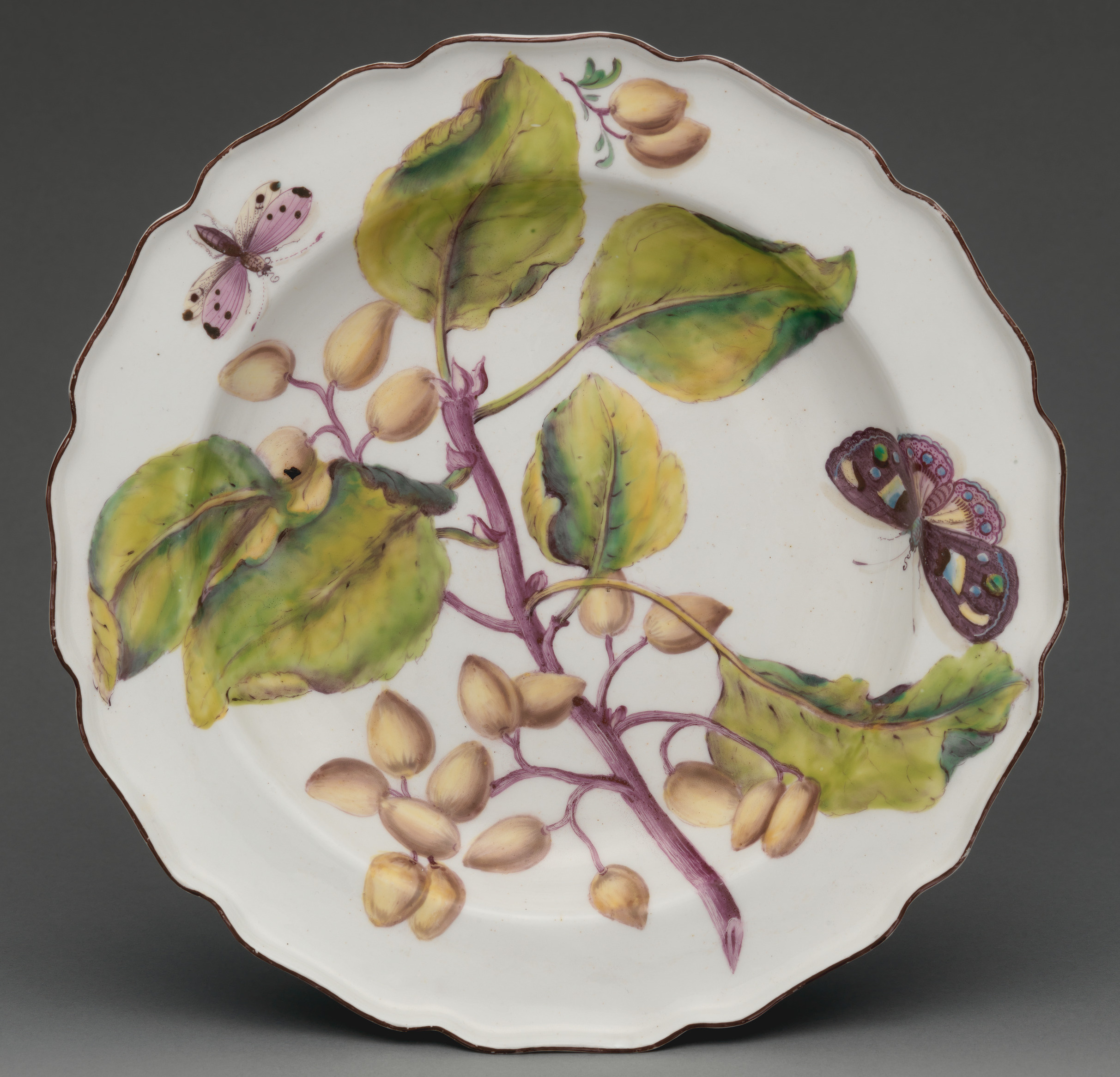
«Ботаническая тарелка» с изображением плодов индийского бобового дерева. Ок. 1755 г.
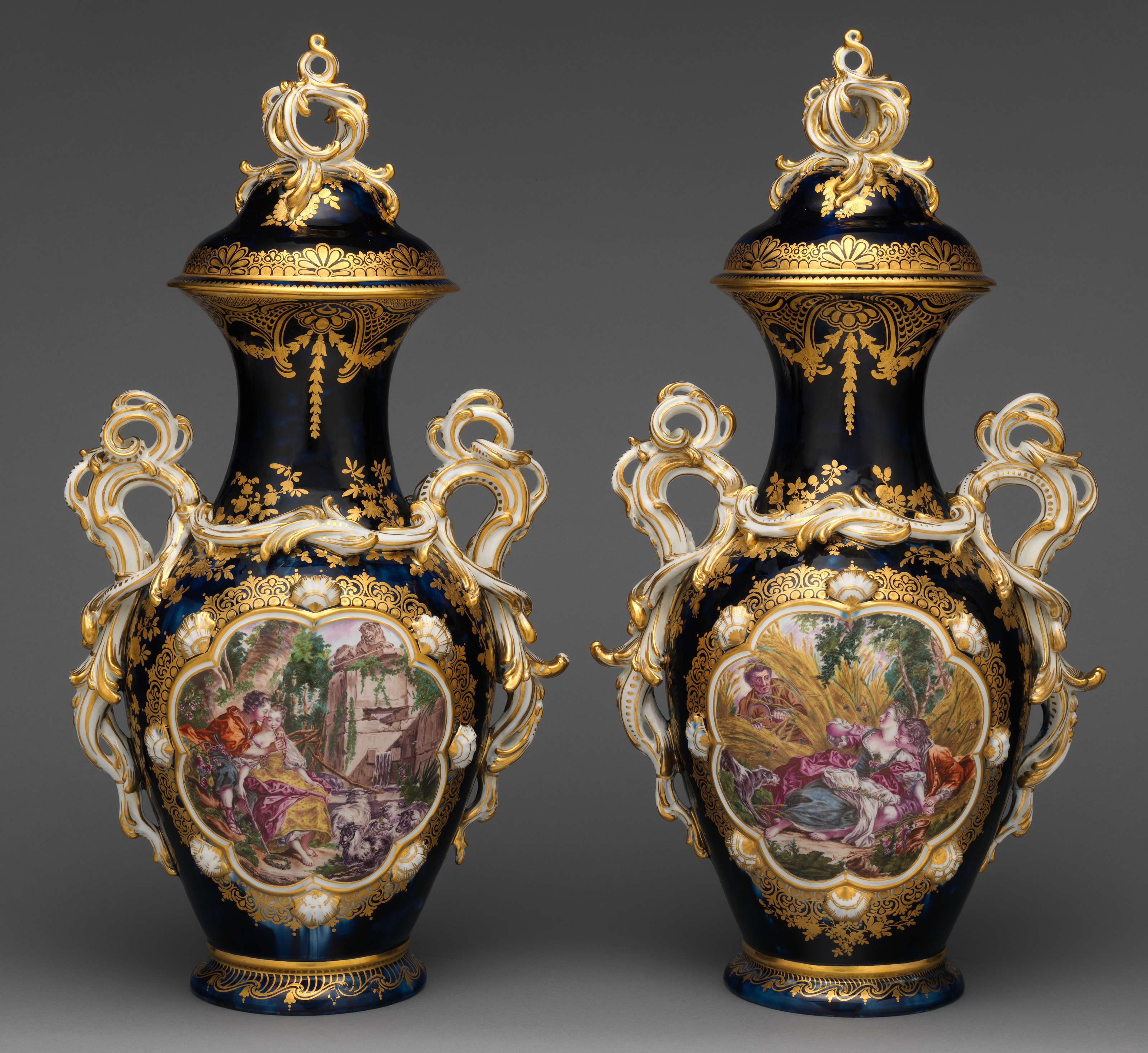
Две вазы с росписью «в резервах» по мотивам кратин Ф. Буше. Ок. 1762 г.
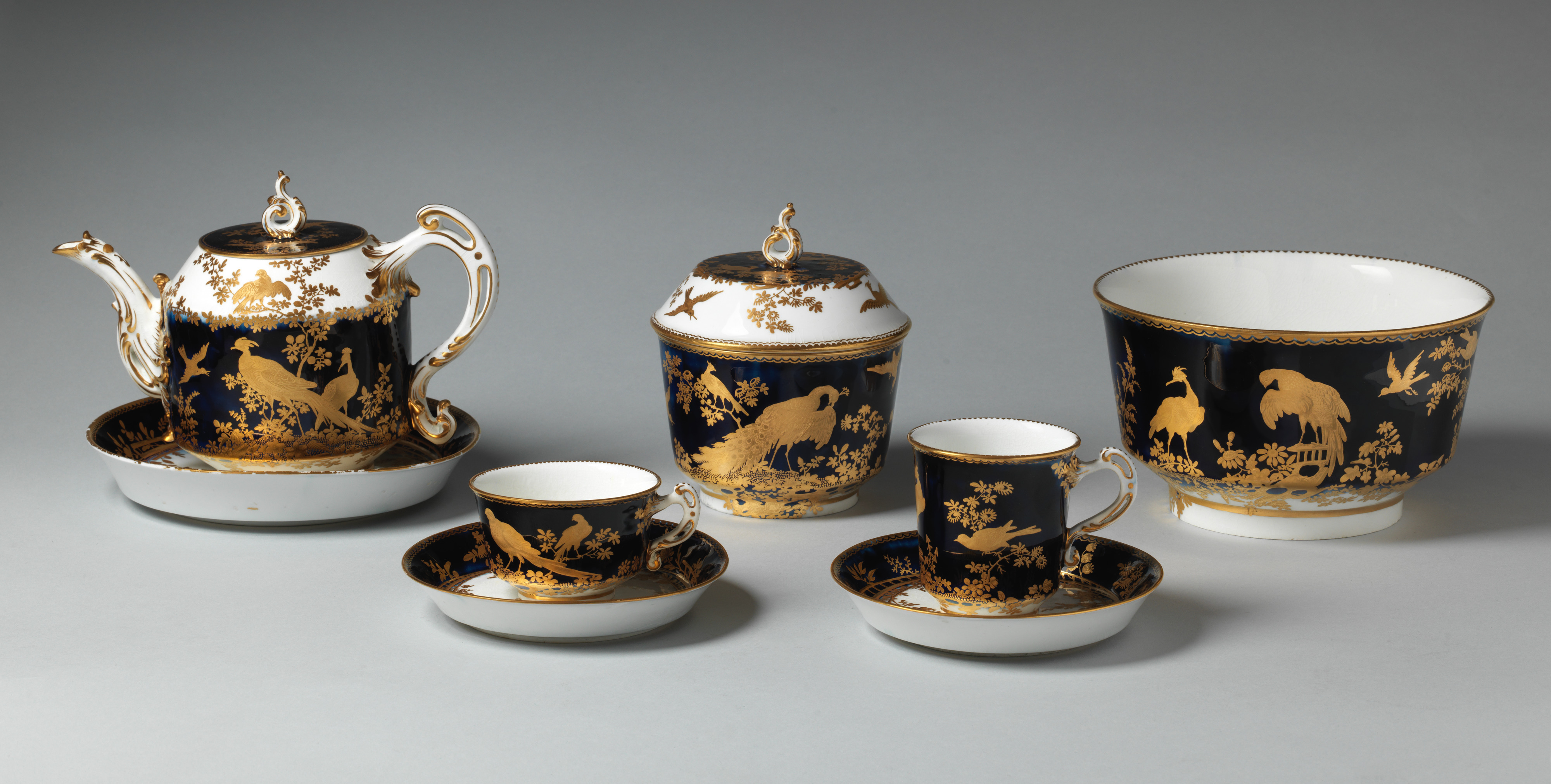
Чайный набор в стиле «шинуазри» в подражание китайскому лаку. 1758–1759
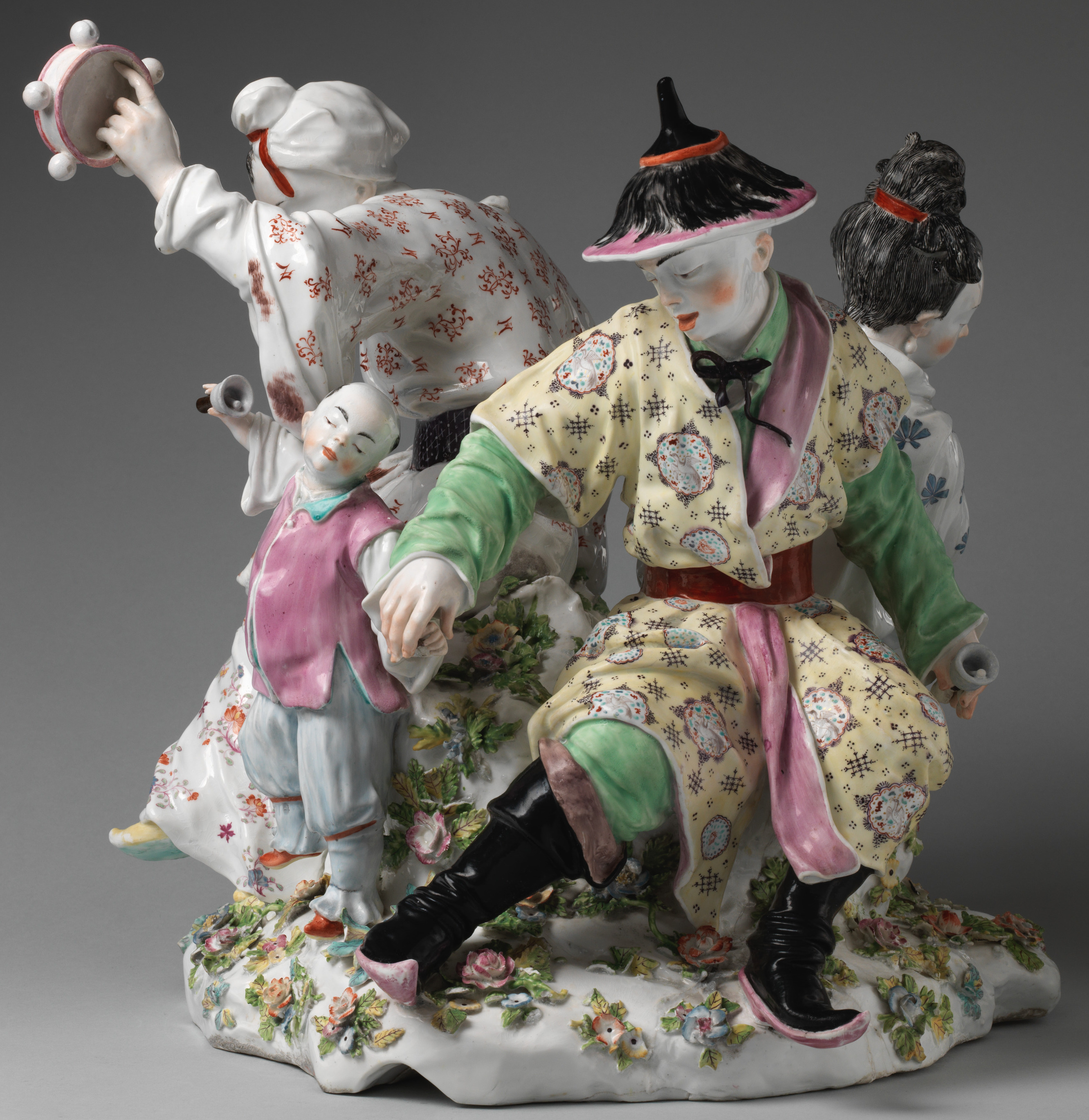
Китайские музыканты. Ок. 1755 г.